# Ortwin Schweitzer
Ortwin Schweitzer (* 11. November 1937 in Banjarmasin, Indonesien; † 12. Oktober 2022 in Leinfelden-Echterdingen) war ein deutscher Gymnasiallehrer, Oberstudienrat, langjähriger Leiter des Hauskreisreferates im Amt für missionarische Dienste der Evangelischen Landeskirche in Württemberg, Leiter der Adoramus-Gemeinschaft und Autor.

## Leben und Wirken
Schweitzer studierte Neuphilologie und Evangelische Theologie in Tübingen, Basel und Reading/England und unterrichtete fünf Jahre lang als Lehrer an einem Gymnasium in Württemberg die Fächer Deutsch und evangelische Religion. 1971 wurde er in das Evangelische Jugendwerk in Württemberg berufen, wo er als Landesjugendreferent die Arbeit der Schülerbibelkreise aufbaute und betreute. Als Oberstudienrat war er von 1979 bis 1994 Leiter des Hauskreisreferates für Hausbibelkreise beim Amt für missionarische Dienste der Evangelischen Landeskirche in Württemberg. Er baute in dieser Zeit die Hauskreisarbeit mit ihren rund 5.000 Kreisen auf. In dieser Zeit entstanden seine Bücher Hauskreis offensiv, Werkbuch Hauskreis, Betreten der Baustelle erwünscht: Nehemia für Hauskreise und Das Hauskreis-ABC. In der Landeskirche war er bis zu seinem Ruhestand Ende 2000 tätig.
1990 gründete er die Adoramus-Gemeinschaft und 1994 den Verein „Kirche im Aufbruch“, die beide zur innerkirchlichen charismatischen Bewegung gehören. Schweitzer war Mitglied des 1993 gegründeten Kreises Charismatischer Leiter (KCL). Er ist Initiator und war bis 2015 nationaler Gebetsleiter mit dem Schwerpunkt „Politik und Gesellschaft“ der im Jahr 2000 gegründeten überkonfessionellen Gebetsbewegung „Wächterruf“, die nach dem Vorbild des pietistischen Grafen Nikolaus Ludwig von Zinzendorf ein „Rund-um-die-Uhr-Gebet“ organisiert, zu dem dieser bereits im 18. Jahrhundert aufgerufen hatte. Sie umfasste 2015 etwa 8.000 Beter in 300 Städten und Gemeinden. Von September 2015 bis zu seinem Tod 2022 war er deren Ehrenvorsitzender. Er engagiert sich zudem bei „Beter im Aufbruch“, einer die Gebetsbewegungen in Deutschland unterstützenden Arbeit, die sich organisatorisch als Untergruppe der Lausanner Bewegung in Deutschland versteht und Verbindungen zur Deutschen Evangelischen Allianz (DEA) und zum Kreis Charismatischer Leiter (KCL) hat. Ab 2006 sammelte er europaweit Gebetsleiter in der „European Union of Prayer“, die sich halbjährlich zum Gebet für die EU in dem Land trifft, das die Ratspräsidentschaft innehat.
Für die Hauskreisarbeit im deutschsprachigen Raum gab er die Zeitschrift „Bibel aktuell“ und im Rahmen der Gebetsinitiative des „Wächterrufs“ den monatlichen Gebetsbrief sowie die „Politische Seite“ heraus, die ein jeweils aktuelles politisches Thema aufgreift, das zum Gebet zuleiten soll.

## Privates
Ortwin Schweitzer war verheiratet mit Inge, geb. Möbius und nach ihrem Tod in zweiter Ehe mit Susanne. Er hatte vier Kinder aus erster Ehe und wohnte zuletzt in Leinfelden-Echterdingen.

## Schriften
- Beweise mir Gott! Ein Buch über Denken und Glauben, Hänssler Verlag, Neuhausen 1978, ISBN 978-3-7751-0329-9.
- Liebe hat ihre eigene Sprache, Hänssler Verlag, Neuhausen 1979, 2. Aufl. 1986, ISBN 978-3-7751-0419-7.
- Und wer bin ich?, SCM R. Brockhaus, Wuppertal 1980 2. Aufl. 1986, ISBN 978-3-417-22015-5.
- Hauskreis offensiv: Tipps für missionarische Hauskreise, SCM R. Brockhaus, Wuppertal 1984, ISBN 978-3-417-20359-2.
- Beweise mir Gott! Ein Buch über Denken und Glauben, Hänssler Verlag, Neuhausen-Stuttgart, 1985, ISBN 978-3-7751-1036-5.
- Werkbuch Hauskreis, SCM R. Brockhaus, Wuppertal 1986, ISBN 978-3-417-12869-7.
- Leben im Aufbruch: Impulse für eine Erneuerung in der Gemeinde, SCM R. Brockhaus, Wuppertal 1986, ISBN 978-3-417-12379-1.
- Betreten der Baustelle erwünscht: Nehemia für Hauskreise, SCM R. Brockhaus, Wuppertal 1987, ISBN 978-3-417-20410-0.
- Werkbuch Bibelarbeit. Tipps für die Bibelarbeit in der Gruppe, SCM R. Brockhaus, Wuppertal 1988, ISBN 978-3-417-12876-5.
- Das Hauskreis-ABC, Projektion J Verlag, Aßlar 1994, ISBN 978-3-925352-82-9.
- Die Rechte des Herrn ist erhöht!, Bernard, Solingen 2001, ISBN 978-3-934771-23-9.
- Deutschland – meine Liebe!: von der Berufung Deutschlands, Bernard, Solingen 2003, ISBN 978-3-934771-42-0.

als Mitautor
- mit Karl Häberle (Hrsg.): Die Fontäne. Ein Liederbuch für Leute unterwegs zum größeren Leben, Verlag des Evangelischen Jugendwerks in Württemberg, Stuttgart 1981, 15. Aufl. 1997, ISBN 978-3-922813-04-0.
- mit Harald Eckert (Hrsg.): Gottes Berufung für Deutschland in der Endzeit: mit besonderem Augenmerk auf die Beziehung Deutschland – Israel, Christliche Kommunikation und Verlagsgesellschaft, Lübeck 2009, ISBN 978-3-86098-200-6.